# 羆嵐
『羆嵐』（くまあらし）は、1977年（昭和52年）に新潮社から出版された吉村昭の小説。
1915年（大正4年）に北海道苫前郡苫前村三毛別六線沢 （現在の苫前町三渓）でヒグマが開拓民を襲った三毛別羆事件をモデルにした作品である。のちにテレビ・ラジオでドラマ化された。著者の吉村は本作品について、旭川営林局の農林技官であった木村盛武が1964年に発表した『獣害史最大の惨劇苫前羆事件』を参考とし、当時三毛別に居住していた住民2名の回想を元に脱稿したと記している。

## あらすじ
北海道天塩山麓の開拓村を突然恐怖の渦に巻き込んだ、一頭の羆。日本獣害史上最大の惨事は大正4年12月に起こった。体長2.7M、体重383kgの巨大な羆が、わずか2日間に6人の男女を殺害したのだ。鮮血に染まる雪、羆を潜める闇、人骨を齧る不気味な音。自然の猛威の中で、なす術のない人間たちと、ただ1人沈着に羆と対決する老練な猟師の姿を浮き彫りにする、ドキュメンタリー長編。

## テレビドラマ
1980年（昭和55年）11月27日に読売テレビ・東映で木曜ゴールデンドラマ『恐怖！パニック!!人喰熊 史上最大の惨劇 羆嵐』として放送された。現在は苫前町郷土資料館で50分の短縮版を観ることができる。

### スタッフ
- 原作 - 吉村昭
- プロデューサー - 池頭俊孝、秋田亨、三堀篤、七条敬三
- 脚本 - 小川英
- 音楽 - クロード・チアリ
- 撮影 - 椎塚彰（J.S.C.）
- 美術 - 藤田博
- 装飾 - 大晃商会
- 衣裳 - 東京衣裳
- 美粧 - 入江美粧
- スチール - 菊池修一
- 録音 - 岩田広一
- 編集 - 菅野順吉
- 効果 - 伊藤克己
- 現像 - 東映化学
- 監督 - 降旗康男
- 助監督 - 高橋正治
- 進行 - 高田正男
- 制作担当 - 生田篤
- 語り - 常田富士男
- 撮影協力 - 北海道苫前町
- 協力 - 協和建設、苫前土建、サン・エス、花田屋番屋、登別温泉ケーブル、全日空

### 出演
- 山岡銀四郎 - 三國連太郎
- 島川幹男 - 森田健作
- 斉田 -  前田吟
- 区長 - 大坂志郎
- さき - 篠ひろ子
- 分署長 -  石橋蓮司
- 堀内 - 小林稔侍
- オド - 三谷昇
- 中村 - 山本廉
- あずさ - 吉田忍
- 斉田の妻 - 青木和代
- 由起艶子
- 大矢梨津子
- 谷本小代子
- 相馬剛三
- 野口貴史
- 八木隆
- 柳沢紀男
- 桐島好夫
- 小島孝大
- 佐藤光一
- 籾山広生
- 佐川二郎
- 才川祐二
- 後根宣将
- 内田重徳
- 増田英
- 宮沢淑郎

## ラジオドラマ
1980年（昭和55年）3月23日日曜日の20:00から21:59にはTBSラジオでラジオドラマとして放送された。
昭和55年度第7回放送文化基金賞を受賞している。

### スタッフ
- 原作 - 吉村昭
- 脚本 - 倉本聰
- 音楽 - 山本直純
- 演出 - 林原博光
- 制作 - 倉本聰

### 声の出演
- 山岡銀四郎 - 高倉健
- 区長 - 宮口精二
- 六線沢の住民 - 倍賞千恵子
- 寺田農
- 中谷一郎
- 草野大悟
- 坂本長利
- 金井大
- なべおさみ
- 斎藤晴彦
- 樋浦勉
- 加藤精三
- 林泰文
- 北林谷栄
- 三毛別の住民 - 浜村純
- 山本麟一
- 朝比奈尚行
- 上田敏也
- 分署長 - 矢崎滋
- 老人- 笠智衆

## 舞台劇
1986年（昭和61年）4月、劇団GMGが東京都の芸術名作劇場で舞台劇の上演を行った。5幕12場で2時間30分にわたる演技は吉村昭からも高く評価されたという。ちなみに三毛別羆事件の調査を行った野生動物研究家の木村盛武も、熊の生態や開拓民の生活についてなどの指導を行っている。

### スタッフ
- 原作 - 吉村昭
- 出演 - 劇団GMG
- 脚色 - 阿部悟
- 演出 - 大原秋年